# أتاهوالبا يوبانكوي
أتاهوالبا يوبانكوي (بالإسبانية: Atahualpa Yupanqui)‏ تلفظ بالإسبانية: ‎/ataˈwalpa ʝuˈpaŋki/‏ (و. 1908 – 1992 م) هو موسيقي، ومغن مؤلف، وكاتب، ومغني، وكاتب أغاني، وعازف قيثارة، من الأرجنتين، ولد في بيريغامنيو، يعتبر من أهم الموسيقيون الأرجنتينيون الشعبيون في القرن العشرين، توفي في نيم، عن عمر يناهز 84 عاماً.

## سيرته
ولد يوبانكوي في مدينة بيريغامنيو (محافظة بوينس آيرس)، على بعد حوالي 200 كيلومتر من بوينس آيرس. كان والده مستيزو ينحدر من السكان الأصليين، في حين ولدت والدته في الباسك. انتقلت عائلته إلى توكومان عندما كان في العاشرة من العمر.
في سنواته الأولى، سافر يوبانكوي على نطاق واسع خلال شمال غرب الأرجنتين والألتيبلانو لدراسة الثقافة الأصلية.
أصبح ناشطا سياسياً وانضم إلى الحزب الشيوعي الأرجنتيني. وفي عام 1931، شارك في انتفاضة الإخوة كينيدي الفاشلة ضد حكومة الأمر الواقع خوسيه فيلكس أوريبورو ولدعم الرئيس المخلوع هيبوليتو يريغوين، واضطر إلى اللجوء إلى الأوروغواي بعد هزيمة الانتفاضة. وفي عام 1934 عاد إلى الأرجنتين.
في 1935 يوبانكوي دفع زيارته الأولى إلى بوينس آيرس؛ كانت شعبيه مؤلفاته في تزايد، ودعي لتقديم أداء على الراديو. بعد ذلك بفترة وجيزة، تعرف على عازف البيانو «أنطونييتا باولا بيبين فيتزباتريك»، الملقب ب "Nenette" «نينيت»، حيث أصبح في مابعج رفيقه مدى الحياة ومتعاون موسيقي تحت اسم مستعار «بابلو ديل سيرو».
بسبب انتمائه للحزب الشيوعي (الذي استمر حتى عام 1952)، كان عمله تحت الرقابة خلال رئاسة خوان بيرون. وتم احتجازه وسجنه عدة مرات، وفي عام 1949 غادر إلى أوروبا. ودعاه إديث بياف إلى أداء في باريس في 7 يوليو 1950. ووقع عقداً مع شركة تسجيلات «شانت دو موند»، التي نشرت أول أعماله في أوروبا، بعنوان "Minero Soy" (I am a Miner). وفاز هذا التسجيل بالجائزة الأولى لأفضل قرص أجنبي في أكاديمية تشارلز كروس، التي ضمت ثلاثمائة وخمسين مشاركاً من جميع القارات في مسابقة فولكلور الدولية، ثم قام بجولة واسعة في جميع أنحاء أوروبا.

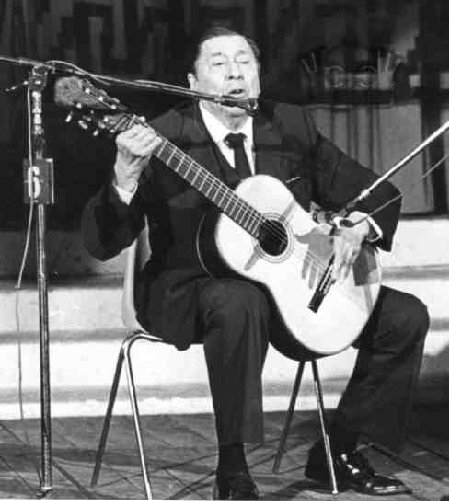
يوبانكوي في مهرجان كوسكين (1979).

في 1952، عاد يوبانكوي إلى بوينس آيرس. وترك الحزب الشيوعي، مما سهل له حجز العروض الإذاعية.
يوبانكوي تناوب بين المنازل في بوينس آيرس وسيرو كولورادو، مقاطعة قرطبة. خلال 1963-1964، قام بجولة في كولومبيا، واليابان، والمغرب، ومصر، وإسرائيل، وإيطاليا. وفي عام 1967، قام بجولة في اسبانيا، واستقر في باريس. وكان يعود بانتظام إلى الأرجنتين وفي عام 1973 ظهر في أرجنتينيسيما إي، ولكن هذه الزيارات أصبحت أقل تواتراً عندما وصل الدكتاتور العسكري خورخه فيديلا إلى السلطة في عام 1976.
في فبراير 1968، تم تسمية يوبانكوي «فارس وسام الفنون والآداب الفرنسي» من قبل وزارة الثقافة، وذلك تكريماً لمسيرة 18 عاماً من العمل لإثراء أدب الأمة الفرنسية. بعض من أعماله تم تضمينها في برامج المعاهد والمدارس حيث يتم تدريس الأدب القشتالي.

## جوائز
حصل على جوائز منها:
- حصل على وسام الفنون والآداب من رتبة قائد سنة 1987.

## وصلات خارجية
- أتاهوالبا يوبانكوي على موقع IMDb (الإنجليزية)
- أتاهوالبا يوبانكوي على موقع الموسوعة البريطانية (الإنجليزية)
- أتاهوالبا يوبانكوي على موقع ميوزك برينز (الإنجليزية)
- أتاهوالبا يوبانكوي على موقع ميوزك برينز (الإنجليزية)
- أتاهوالبا يوبانكوي على موقع قاعدة بيانات الأفلام السويدية (السويدية)
- أتاهوالبا يوبانكوي على موقع أول ميوزيك (الإنجليزية)
- أتاهوالبا يوبانكوي على موقع ديسكوغز (الإنجليزية)
- أتاهوالبا يوبانكوي على موقع ديسكوغز (الإنجليزية)
- أتاهوالبا يوبانكوي على موقع قاعدة بيانات الفيلم (الإنجليزية)
- صفحة أتاهوالبا يوبانكوي
- الموقع الرسمي
- ديسكغرفي والكتب وغيرها